# Semnoderes armiger
Semnoderes armiger is een soort in de taxonomische indeling van de stekelwormen.
De diersoort behoort tot het geslacht Semnoderes en behoort tot de familie Semnoderidae. De wetenschappelijke naam van de soort werd voor het eerst geldig gepubliceerd in 1928 door Zelinka.